# Аграте Контурбија
Аграте Контурбија (итал. Agrate Conturbia) је насеље у Италији у округу Новара, региону Пијемонт.
Према процени из 2011. у насељу је живело 1184 становника. Насеље се налази на надморској висини од 336 м.

## Становништво
Према резултатима пописа становништва 2011. у општини је живело 1.554 становника.
| 1931. | 1936. | 1951. | 1961. | 1971. | 1981. | 1991. | 2001. | 2011. |
| ----- | ----- | ----- | ----- | ----- | ----- | ----- | ----- | ----- |
| 1.481 | 1.372 | 1.260 | 1.114 | 869   | 891   | 1.039 | 1.184 | 1.554 |